# Celso Freitas
Celso Freitas (Criciúma, 18 settembre 1953) è un giornalista e conduttore televisivo brasiliano.

## Biografia
Laureato in giornalismo presso la Facoltà di Comunicazione Sociale Cásper Líbero, ha iniziato la sua carriera alla radio, a Santa Catarina, nei primi anni '70, all'età di 16 anni quando fu invitato a presentare la parte locale del Jornal Nacional. Rimase a Brasilia fino al 1976 allorché fu trasferito alla filiale di San Paolo dell'emittente.
Nel 1983 fu chiamato a sostituire Sérgio Chapelin, trasferitosi alla SBT; presentò Jornal Nacional insieme a Cid Moreira fino al 1989, quando iniziò a condurre Fantástico e Globo Repórter.
Negli anni '90 è stato presentatore su TV Globo per diversi programmi. Nel 1998 sostituisce l'attore Tony Ramos alla conduzione del programma interattivo Você Decide, dove rimane fino alla metà del 1999. Sempre alla Rede Globo, Celso Freitas ha realizzato un documentario in memoria di Roberto Marinho, morto nel 2003.
Nell'aprile 2004 accettò l'invito della Rede Record a presentare Domingo Espetacular, programma simile a Fantástico, nel quale rimase fino al gennaio 2006, quando iniziò a presentare Jornal da Record. Per la stessa rete, ha anche presentato, fino al 2009, Repórter Record e Entrevista Record - Bastidores da Notícia, su Record News, fino al 2012.
Oltre a Jornal da Record, Celso Freitas ha presentato dall'11 gennaio 2015 al 16 aprile 2017 il programma giornalistico Repórter em Ação.

## Vita privata
È sposato con Suely de Freitas, con la quale ha una figlia; ha avuto tre figli con la prima moglie, da lui sposata quando aveva ancora 18 anni. Suo figlio Marcelo Freitas è morto il 20 agosto 2018, all'età di 45 anni, per un attacco di cuore.